# Davide di Ocrida
Davide di Ocrida (in greco Δαβίδ ὁ ἀπὸ Ἀχριδῶν?; Ocrida, ... – ...; fl. XI secolo) è stato un ammiraglio bizantino.
Nel 1024 circa ricoprì la carica di stratego navale del thema di Samos. Insieme al dux di Tessalonica Niceforo Cabasilas e alla flotta del tema di Kibyrrhaioton, affrontò un'incursione dei Rus' nel Mar Egeo. Dopo aver forzato le difese bizantine ai Dardanelli, i Rus', forti di circa 800 uomini, erano approdati a Lemno, dove i comandanti bizantini li affrontarono. Fingendo di negoziare, i Bizantini si gettarono a sorpresa sui Rus' e li annientarono.